# Holt (Missouri)
Pour les articles homonymes, voir Holt.
Holt est une ville des comtés de Clay et Clinton, dans le Missouri, aux États-Unis,. Située en limite des deux comtés, elle est fondée en 1867 et incorporée la même année.

## Démographie
Lors du recensement de 2010, la ville comptait une population de 447 habitants. Elle est estimée, en 2016, à 477 habitants.

## Source de la traduction
- (en) Cet article est partiellement ou en totalité issu de l’article de Wikipédia en anglais intitulé « Holt, Missouri » (voir la liste des auteurs).